# Pecel (gastronomia)
Il pecel ([pət͡ʃəl]) è un piatto tradizionale dell'isola di Giava (Indonesia). Trattasi di un'insalata a base di verdure e legumi a piacere e salsa di arachidi. Spesso il piatto viene insaporito con dei germogli di soia e del riso bollito cotto tramite metodi tradizionali (lontong e ketupat).

## Etimologia
La parola pecel ha antiche origini e aveva diversi significati. Fra questi, indicava l'atto di spalmare del cibo e il far fuoriuscire dell'acqua spremendo qualcosa. Oggigiorno il termine indica invece un "contorno fatto di verdure e salsa".

## Storia
Le origini dell'alimento sono incerte, e si pensa che sia originario di Yogyakarta. La parola pecel appare in diversi scritti come il Sanghyang Siksakanda Ng Karesian (1518) e nel Babad Tanah Jawi (diciassettesimo secolo), ove viene riportato che Ki Gede Pemanahan servì a Sunan Kalijaga, suo ospite, un piatto che quest'ultimo non aveva mai visto prima contenente "verdure bollite a base di pecel". A partire dal diciottesimo secolo, il pecel iniziò a contenere le arachidi. Il piatto è oggi diffuso in tutta l'isola di Giava e nella Malesia, ove prende il nome di pecal.